# Apathéisme
Ne doit pas être confondu avec Agnosticisme.

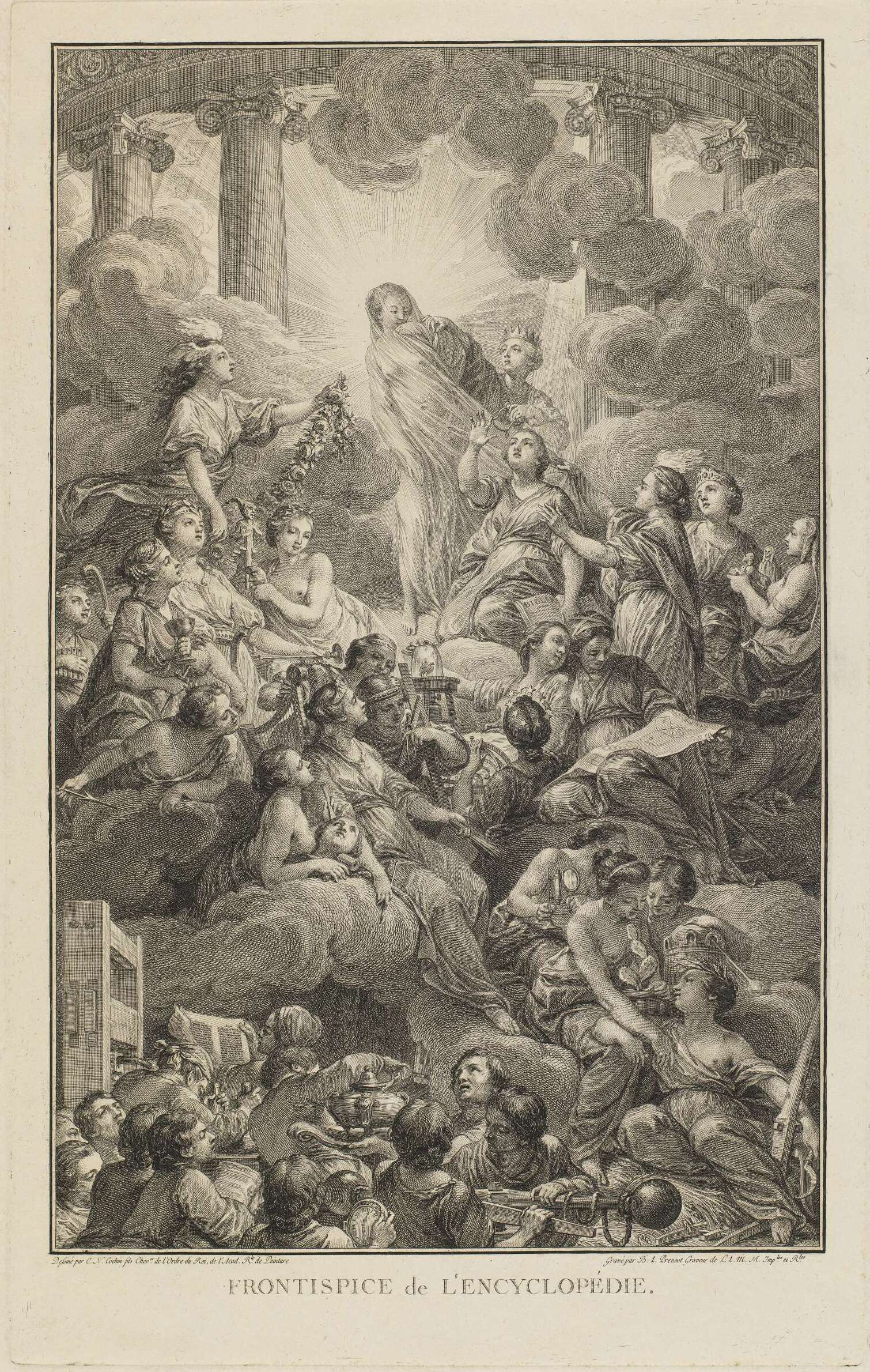
Frontispice de l'Encyclopédie de Diderot (1751).

L’apathéisme, ou indifférence religieuse, est une attitude de neutralité vis-à-vis des religions et des spiritualités. En d'autres termes, l'apathéisme ne s'occupe pas de professer ou de nier l'existence de Dieu ou de tout autre être surnaturel, ces questions étant jugées dépourvues d'intérêt.
Cette notion,  parfois assimilée à l'athéisme pratique, est une variante de l'agnosticisme.

## Origine et définition
Dans le monde francophone, l'association des termes « indifférence » et « religion » a été popularisée par l'ouvrage de La Mennais, Essai sur l'indifférence en matière de religion, publié en quatre volumes de 1817 à 1823. Ce texte a remporté un succès considérable auprès du public de l'époque. La Mennais s'y livrait à une critique virulente de Voltaire et de la philosophie des Lumières, en particulier de l'indifférence manifestée par Diderot, qui écrivait à Voltaire :

« Il est [...] très important de ne pas prendre de la ciguë pour du persil, mais nullement de croire ou de ne pas croire en Dieu : “Le monde, disait Montaigne, est un esteuf qu’il a abandonné à peloter aux philosophes”, et j’en dis presque autant de Dieu même. »

Dans le monde anglophone, le néologisme apatheism a été créé par l'auteur américain Robert Nash en 2001. C'est un mot-valise formé des mots apathie d’une part et théisme d’autre part. Selon son créateur, ce concept correspond à une attitude, et non pas à une croyance, qui n'entraîne pas le prosélytisme que peuvent comporter diverses formes d'athéisme.

## Christianisme et déchristianisation
Selon une enquête menée dans les années 1980 par le Vatican, l'indifférence religieuse résulte de l'« athéisme théorique » et se définit comme « une attitude post-athée, un climat existentiel et un style de comportement d'où Dieu est absent. Une absence non ressentie, indolore et pacifique ». Cet éloignement serait dû à l'évolution des cultures vers une « civilisation marquée par l'efficacité et le pragmatisme » et dont les  valeurs dominantes sont « celles du succès, de l'efficacité, du pouvoir, de la liberté sans conditions et du plaisir. L'avancée de l'indifférence religieuse va de pair, généralement, avec celle du développement technologique et du confort qui s'ensuit ». De même, le cardinal Paul Poupard incrimine l'hédonisme, la perte du sens du caractère sacré de la vie, le pragmatisme utilitaire et la recherche de l'efficacité.
En conclusion, le Vatican voit dans l'indifférence religieuse un phénomène relativement récent, coïncidant avec la montée du laïcisme, car la déchristianisation de la majorité de la population s'est produite à partir des dernières décennies du XIXe siècle.
En France, ce phénomène est si préoccupant pour l'Église catholique qu'elle a lancé en 2007 le groupe de travail « Indifférence religieuse et visibilité de l'Église », qui a remis son rapport final en 2010. Un sondage Ipsos réalisé à la même date montre que 29 % des moins de 25 ans possèdent une bible et que seuls 9 % la lisent. Ces chiffres ont incité les institutions catholiques et protestantes à éditer en 2011 ZeBible publiée par l'Alliance biblique française.
Pour Claude Dagens, président du groupe de travail, l'indifférence religieuse est une conséquence de la sécularisation. Mais il souligne qu'il ne faut pas en rester aux causes extérieures à l'Église. L'indifférence peut provenir de la simple ignorance du fait religieux ou prendre une forme plus argumentée, proche de l'athéisme ; elle peut également être liée aux circonstances de la vie, lorsque les individus sont trop occupés ou préoccupés pour s'intéresser à la religion, ou encore résulter d'un simple désintérêt pour les questions religieuses.

## Indifférence et athéisme
Il n'existe pas de corrélation directe entre indifférence et athéisme. Par exemple, en Italie vers 1970, les indifférents oscillaient entre 50 % et 60 % de la population adulte, alors que les athées n'en représentaient que 5 %. De même, à Cuba, pays longtemps athée, le rétablissement des institutions religieuses en 1992 ne s'est pas traduit par un retour massif de la population dans les églises. Ainsi, un sondage a déterminé que 85 % des Cubains ont une croyance, mais seuls 15 % d'entre eux pratiquent régulièrement une religion. 
L'indifférence est particulièrement marquée dans les pays développés, au point d'y être devenue la norme.

## Laïcité
En termes de religion officielle, la laïcité est comparable à un apathéisme d’État. Ce dernier n'impose l'observance d'aucune religion à ses citoyens, et ne reconnait la prééminence d'aucun culte par rapport à un autre, défendant même la liberté de conscience contre le prosélytisme. Les représentants des pouvoirs publics ne doivent arborer aucun signe religieux dans l'exercice de leurs fonctions, donnant ainsi aux institutions une absence apparente de pratique religieuse en leur sein.